# 高斌
高斌(こう ひん、康熙22年（1683年） - 乾隆20年（1750年））は、清朝における大臣であり、吏部尚書、河道総督、文淵閣大学士を歴任し、清朝における治水の名臣として知られる。また、易学や理学に通じ、詩や書の作品も現存している。甥には文華殿大学士の高晋がいる。字を右文、号を東軒といい、先祖はもともと内務府鑲黄旗に属する漢姓包衣（内務府鑲黄旗の漢姓満洲旗人）であったが、後に満洲鑲黄旗に編入され、玉牒（皇族・貴族の家譜）には「高佳氏」と改めて記載された。乾隆帝の慧賢皇貴妃の父である。

## 生涯
高斌の一族は代々遼陽に住み、本来は内務府鑲黄旗に属する包衣出身であった。彼は内務府鑲黄旗包衣第四参領第一旗鼓佐領（『欽定八旗通志』による）を務めた後、内務府寝陵総管、掌儀司主事に任命された。

### 雍正帝の治世下の活躍
雍正元年（1723年）1月、内務府主事から員外郎兼佐領に昇進し、4月には広儲司郎中、護軍参領に任命された。雍正4年（1726年）、内務府郎中として蘇州織造を兼務し、さらに浒墅関の税務と熱河総管（前任は董殿邦）を担当した。その後、広東（雍正6年、着任せず）、浙江（雍正6年）、江蘇（雍正7年）、河南の布政使（雍正9年）を歴任。雍正9年9月、河東副総河に任命された。雍正10年（1732年）、両淮塩運使（両淮塩政）に転任し、同時に江寧織造を兼務した。雍正11年（1733年）、江南副総河を担当し、さらに江南河道総督を代理した。雍正十三年（1735年）、再び両淮塩政に任命され、兵部右侍郎を兼ねつつ江南河道総督を務めた。

### 乾隆帝の治世下の活躍
乾隆2年（1737年）、帰京して皇帝に謁見し、砀山毛城鋪の運河を掘削して新たな運河口を開き、旧口を塞ぐことで黄河の逆流を防ぐ案を提案し、採用された。乾隆5年（1740年）八月、江南河道総督の高斌は皇帝の謁見を願い出た。
乾隆6年（1741年）、直隷総督（保定駐在）に転任し、総河印務、兵部右侍郎、督察院右副都御史を兼務。永定河の治水と畿輔水利事業を推進した。乾隆10年（1745年）5月、吏部尚書に任命され、同年十二月には協弁大学士として軍機処に直入りし、直隷河道総督印務を引き続き担当した。乾隆11年（1746年）、玉牒館副総裁に任命され、乾隆十二年（1747年）には議政大臣に昇進し、吏部尚書の後任を来保に譲った。さらに、3月には文淵閣大学士、兵部尚書を兼務し、太子太保の称号を加えられ、内大臣に任命された。
乾隆13年（1748年）十二月、再び江南河道総督を担当。乾隆十六年（1751年）、皇帝の南巡時には江南総督の印務を暫定的に担当した。乾隆17年（1752年）、70歳を迎え、皇帝より御製詩を賜った。乾隆18年（1753年）、運河の決壊により宝応・高郵が水没し、高斌は罷免されたが、そのまま職務を続行した。
乾隆10年から20年にかけて、総管内務府大臣、協弁大学士、経筵講官、玉牒館副総裁などを兼務。乾隆20年（1755年）、在職中に死去し、内務府侍衛内大臣の称号を追贈され、「文定」の諡号を賜った。乾隆22年（1757年）、乾隆帝の南巡の際、清江浦の江南河臣合祠（「四公祠」とも呼ばれる）に祭祀され、京師賢良祠にも祀られた。皇帝より恩賜の墓地を与えられ、清東陵に夫人三名とともに合葬された。墓誌銘は錢陳群が執筆した。
1763年、両江総督尹繼善が高斌を追悼する長詩を作った。

### 乾隆帝による評価と業績
乾隆帝はたびたび高斌に詩を賜った。乾隆44年（1779年）、皇帝は御製詩「五督臣」の中で高斌を評価し、「高斌は心が忠厚であり、理学を重んじる。彼の治水事業は誠実であり、虚偽がない」と述べた。また、乾隆22年の上諭では「本朝の河臣の中では靳輔ほどではないが、斉蘇勒や嵇曾筠よりも優れている」と評した。現在、淮安市清江浦区の運河沿いには、乾隆帝が高斌に賜った御制功徳碑「績奏安瀾」が残されている。

## 学問・交友関係
高斌は10歳で父を亡くし、母のもとで学問に励んだ。康熙41年（1702年）、19歳で詩作を始め、翌年内務府に仕えた。詩の交流を持った人物には、進士の陳思相、武英殿の書家、督陶官の唐英がいる。康熙47年（1708年）、暢春園に勤務し、亡くなった妻たちへの追悼詩を残した。乾隆2年（1737年）、『江南通志』の編纂に参加し、清江浦の張将軍廟を再建。乾隆十四年（1749年）、清江浦の風神廟を拡張し、15年には清晏園内に荷芳書院を設立した。
進士の張伯行の『正義堂文集』や陶人心語の序文を執筆し、理学者馮廉の墓誌銘を撰した。画家の黄鼎や張宗蒼、文学者の夏敬渠とも交流があり、夏敬渠は高斌の幕府に仕えていた。高斌の子・高恒の幕府には、学者の錢大昕も加わっていた。

### 著作活動
雍正8年（1730年）、彼は「理学五子」の著作と自身の読書体験をまとめ、『初学切要』を編纂し、その序文を書いた（敬信斎精刻本。恩華の『八旗芸文編目』に収録）。この書は彼の子や甥たちの学習のために作られた。
勅命を受け、『直隷五道成規』五巻を編纂した（乾隆8年（1743年）、直隷総督衙門および工部による刊本）。これは直隷河道総督の主導のもとで制定された河川工事に用いる材料の規格と単価をまとめたものである。
また、勅命を受けて『御制律呂正義後編』の総校閲を担当した（荘親王允禄が主修）。これに関連する四庫全書本には、康熙帝が勅撰した『御制律呂正義』があり、質郡王永瑢、礼部尚書の徳保、礼部侍郎の邹奕孝が主修した『欽定詩経楽譜全書』もある。
彼の著作には、『固哉草亭文集』四巻（乾隆二十四年（1759年）刊本）、『固哉草亭集：文集二巻、補遺一巻、詩集四巻』（子の高恒が乾隆二十七年（1762年）に校刻。友人の銭陳群、唐英、蒋衡、桐城の左廉（またの名を左文廉、字は策頑）らが序文を執筆。程嗣立、左廉、鮑皋（その子の鮑之鐘）らが題辞を寄せた。現在、ハーバード大学図書館に所蔵）、『固哉草亭詩集』四巻（嘉慶十二年（1807年）刊本）がある。
銭陳群はその序文において、同僚の鄂爾泰による高斌の詩の評価を引用し、「その詩には温厚篤実の趣があり、高君の器量は我々の及ぶところではない」と述べた。
友人である鑲紅旗満洲出身の浙江巡撫ナラン・チャンアン（納蘭常安）は高斌に宛てた書簡で彼の詩を次のように評している。「その詩を読むと、まるで彼と接しているかのようだ。温厚で穏やかな気質が紙面にあふれており、まさに仁徳のある者の言葉のようである」。
この『固哉草亭集』は皇帝に献上され、御覧に供された。
彼の詩は沈徳潜の『国朝詩別裁集』巻30、伊福納の『白山詩鈔』巻5に収録されている。沈徳潜は彼の詩について、「東軒相公（高斌）は『易経』の理を深く究め、私心なく静かに身を処し、人を誠実に遇した。彼の詩は理を説くことが多いが、陳腐ではなく、白沙（楊時）や定山（朱熹）の一派とは異なる」と評している。

## 家族・一族

### 高佳氏一族の繁栄
高斌以降、高佳氏の一族は、三代にわたり五名の総管内務府大臣(高斌、息子の高恒、甥の西寧、甥の孫の広興、孫の高杞)を輩出した。

### 先祖
- 始祖：高名選は、もともと遼陽地方に住んでおり、清朝初期に帰順した。当初は内務府鑲黄旗包衣（内務府に属する漢姓の満洲旗人）に所属していたが、その後、満洲鑲黄旗に編入された。[6]

- 祖父：高登永（またの名を高登庸、字は知遇、1620年代生? - 没年不詳）は、順治朝初期に順天府昌平州の知州を務め、その後直隷順広兵備道を歴任した『畿輔通志：職官』[7]。死後、光禄大夫を贈られる。

### 父母
- 父：高衍中（またの名を高言忠、字は承一、1654年-1692年）は、内務府郎中兼参領佐領を務め、死後、光禄大夫を贈られた。内務府鑲黄旗包衣第五参領第三旗鼓佐領を務めたが、在任中に死去し、その後任として鑲黄旗満洲の阿林が就いた（『欽定八旗通志』による）。また、高衍中は康熙帝の暢春園の建設監督を担当していた。

- 母：李氏（1652年-1733年）は、雍正帝より一品夫人の称号を授けられた。彼女の父は福建布政使司督糧参政の李応昌であり、李家は奉天地方の名門であった。李家と高家は世代を超えた交友関係があった。李氏は仏教を信仰し、仏典にも通じていた。高齢になってから江南地方を旅行し、景勝地を訪れることを好んだ。彼女は揚州で亡くなった[8]。なお、李氏の母（高斌の外祖母）も仏教を信仰していた。

### 兄弟姉妹

#### 兄弟
- 兄：高述明（字は東瞻、1671年頃-1723年頃）。青海西寧游撃（1705年頃）、湖南副将、陝西興漢鎮総兵、甘粛涼州鎮総兵を歴任した。高斌の遺した書物によると「二度にわたるチベット遠征（英語版）で、数千里にわたる戦線を指揮し、百回以上の戦闘を経験した」とされる。康熙帝から褒賞を受け、軍中で死去。御祭を賜り、一子（高晋）が恩蔭により監生となる。彼の詩集『積翠軒詩集』（1739）は弟の高斌・高钰が編纂し、唐英が序を執筆。
- 弟：高钰（字は其相、1691-1750）。19歳で内務府筆帖式に合格し、康熙帝の命で粘竿処（尚虞備用処）に13年間仕えた。雍正朝には乾清門の藍翎侍衛、蘇州参将を務めた。乾隆朝では四川川北総兵、山東兗州総兵、江南寿春鎮総兵、江南提督を歴任し、骠騎将軍・栄禄大夫の称号を授かる。

#### 姉妹
- 長女：内務府鑲黄旗漢軍・邓之琮（内務府郎中）に嫁ぐ。
- 次女：内務府正黄旗漢軍・丁皂保（内務府大臣）に嫁ぐ。

### 妻
- 初妻：陳佳氏 - (鑲黄旗満洲の内務府鑲黄旗包衣第五参領第三旗鼓佐領・阿麟（または阿林、阿琳）の娘[9]。また、陳佳氏の従姉は康熙帝の妃嬪で、果毅親王允礼の生母であった純裕勤太妃（勤妃）)。誥封一品夫人。
- 継妻：祁氏（内務府正黄旗漢軍、元内務府司庫・祁士杰の娘）。誥封一品夫人。
- 継々妻：馬氏（内務府正白旗漢軍、驍騎校・馬維藩（または馬維范）の長女）。慧賢皇貴妃の生母であり、誥封一品夫人。

### 子女・子孫
- 長女：慧賢皇貴妃（1711年-1745年）。乾隆帝の皇貴妃。
- 次女：高佳氏。大学士・鄂爾泰の次子・鄂実に嫁ぐ。
- 三女：高佳氏。護軍骁騎校・韓錦（字は静存）に嫁ぐ。
- 四女：高佳氏。
- 長男：高恒（1717年-1768年）。総管内務府大臣、外戚。横領罪で処刑される。
  - 長孫：高朴。都察院左副都御史、兵部右侍郎。賄賂罪で処刑。
  - 次孫：高枋。藍翎侍衛。
  - 三孫：高栻。
  - 四孫：高杞（一等軽車都尉）。河南・湖南巡撫、陝甘総督、刑部左侍郎兼総管内務府大臣。

### 甥・姪
- 高晋（文華殿大学士、安徽巡撫、南河総督、両江総督）
- 西寧（江寧・杭州織造、内務府総管大臣）
- 高誠（湖北按察使、長蘆塩政）

### 後裔
- 高瑛（1970年北京生まれ、2014年に香港へ移住、子供1人）。

## 参考資料
- 『清史稿』